# Amundsen-öböl
Az Amundsen-öböl Kanadában, az Északnyugati területeken fekvő öböl, a Banks-sziget, a Victoria-sziget és a szárazföld között. Körülbelül 400 km hosszú és mintegy 150 km széles ott, ahol találkozik a Beaufort-tengerrel. 

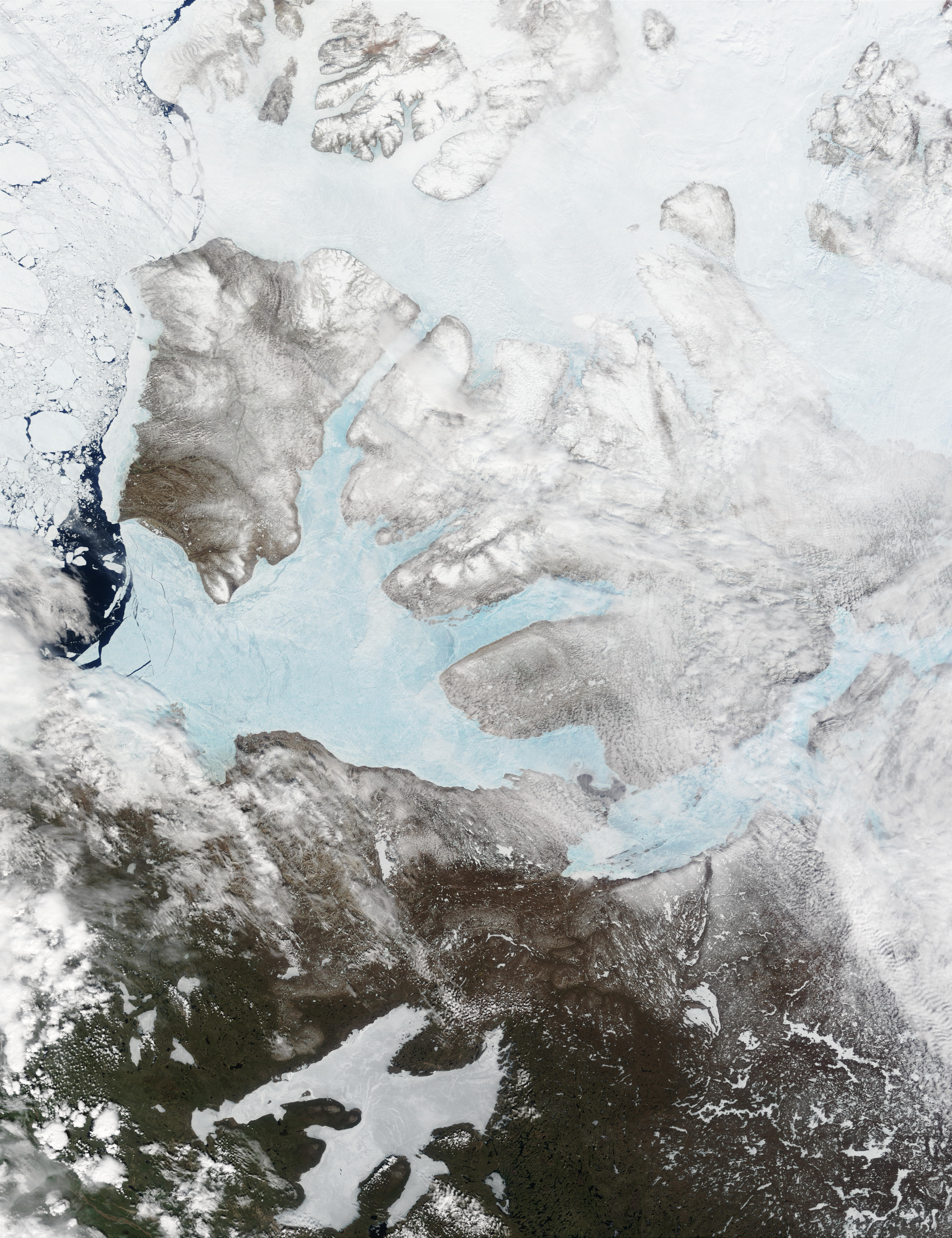
Műholdas kép az Amundsen-öbölről, fényes kéknek látszik

Az Amundsen-öblöt Roald Amundsen norvég felfedező 1903 és 1906 között fedezte fel. Az öböl a híres északnyugati átjáró nyugati végén található, amely az Atlanti-óceántól a Csendes-óceánig tart. 
A teljes öböl a sarkvidéki tundra éghajlati régiójában található, rendkívül hideg tél jellemzi. Tél végén az Amundsen-öblöt tengeri jég borítja. Egy átlagos évben a jég nagy része júliusban töredezik meg, de az öböl távol-keleti és északi részének néhány területe csak augusztusban.

## Fordítás
- Ez a szócikk részben vagy egészben  az   Amundsen Gulf című angol Wikipédia-szócikk ezen változatának fordításán alapul.  Az eredeti cikk szerkesztőit annak laptörténete sorolja fel. Ez a jelzés csupán a megfogalmazás eredetét és a szerzői jogokat jelzi, nem szolgál a cikkben szereplő információk forrásmegjelöléseként.